# Hesychius von Carteia

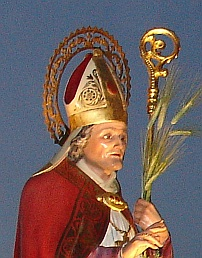
Hesychius

Hesychius von Carteia war einer von sieben Bischöfen, die von den Aposteln Petrus und Paulus im 1. Jahrhundert nach Spanien gesandt worden sein sollen. Die historische Existenz dieser Bischöfe ist zweifelhaft.

## Überlieferung
Die Überlieferung zu diesen „Sieben Apostolischen Männern“ (siete varones apostólicos) nennt im Einzelnen
- Hesychius als Bischof von Carteia (heute Cazorla)
- Torquatus von Acci (heute Cádiz)
- Ctesiphon von Vergium (heute Berja)
- Secundus von Abula (heute Abla)
- Indaletius von Urci (heute Almería)
- Caecilius von Illiberis (heute Granada)
- Euphrasius von Illiturgum (heute Andújar)

Diese Überlieferung entstammt dem Martyrologium von Lyon aus dem Jahr 806, das wiederum auf einer Quelle des 5. Jahrhunderts beruht. Handschriften aus dem 10. Jahrhundert zufolge sollen die sieben Männer in Cádiz an Land gegangen sein, wo sie von der einheimischen Bevölkerung verfolgt, aber auf wunderbare Weise errettet worden sein sollen.

## Verehrung
Die Verehrung der Heiligen ist jeweils lokaler Natur; ihr gemeinsamer Gedenktag ist der 15. Mai. Des hl. Hesychius wird außerdem am 1. März gedacht.

## Darstellungen
Mittelalterliche Darstellungen sind unbekannt. Neuzeitliche Skulpturen, Glasmalereien oder Bilder sind ebenfalls äußerst selten; die Heiligen werden als Bischöfe dargestellt.